# Jovan Berić
Jovan Berić, magyarosan Berics János (Brestovác, 1786 – 1845) szerb bölcsészdoktor, pedagógiai író.

## Élete
A magyar tudományegyetem bölcseleti karának tagja, a görög nem egyesült nemzeti iskolák főigazgatója volt. Iskoláit Szabadkán, Budán, Pozsonyban és Pesten végezte. A budai legfőbb iskolatanácsnak tagja volt. Előbb Popovicsnak nevezte magát és első dolgozatai e névvel jelentek meg.

## Munkái
- Oda na smert Joanua Joannovica episk. Bačkago. Buda, 1805. (Oda Joannovics János bácsi püspök halálára.)
- Oda tezoimenitstva g. Pav. ot Asi-Markoviča. Uo. 1804. (Oda Asi-Markovič Pál névünnepére.)
- Zitie Isusa Christa. Uo. 1812. (Jezus Krisztus élete. Uj kiadás. Uo. 1831.)
- Serbska muza g. Urosu Nestoroviču. Uo. 1813. (Szerb muzsa Nestorovič Uros kir. tanácsos tiszteletére.)
- Naciu naslavlenia. Uo. 1832. (Kis Pál Nevelési szabályainak szerb fordítása.)
- Magyar nyelvtudomány. Uo. 1833. (Szalay Imre munkájának megbővítése, szerb nyelven.)

Ifjúsági kisebb iratokat és iskolakönyveket írt szerb nyelven, melyek címei az illető bibliográfiákban feltalálhatók.